# Kuroda Takuja
Kuroda Takuja  (黒田 卓也; Hepburn: Kuroda Takuya) (Asija, 1980. február 21. –) japán dzsessztrombitás.

## Pályafutása
Kuroda az iskolai évei alatt kezdett zenélni, majd Kóbéban járt alkalmi zenés összejövetelekre jammelni. 2003-ban költözött az Egyesült Államokba, ahol a Berklee College of Music hallgatója lett, majd átiratkozott a kevésbé drága College of Performing Arts of The New School intézménybe, ahol dzsesszt és kortárs zenét hallgatott. 2006-ban diplomázott. 2014-ben jelent meg nagylemeze Rising Son címmel.

## Stúdióalbumok
- Bitter and High (CD Baby, 2010)
- Edge (CD Baby, 2011)
- Six Aces (P-Vine, 2013)
- Rising Son (Blue Note, 2014)
- Zigzagger (Concord, 2016)
- Fly Moon Die Soon (First Word Records, 2020)